# Wojciech Waleczek
Wojciech Bolesław Waleczek (* 8. März 1980 in Pyskowice) ist ein polnischer Pianist und Universitätsprofessor an der Schlesischen Universität

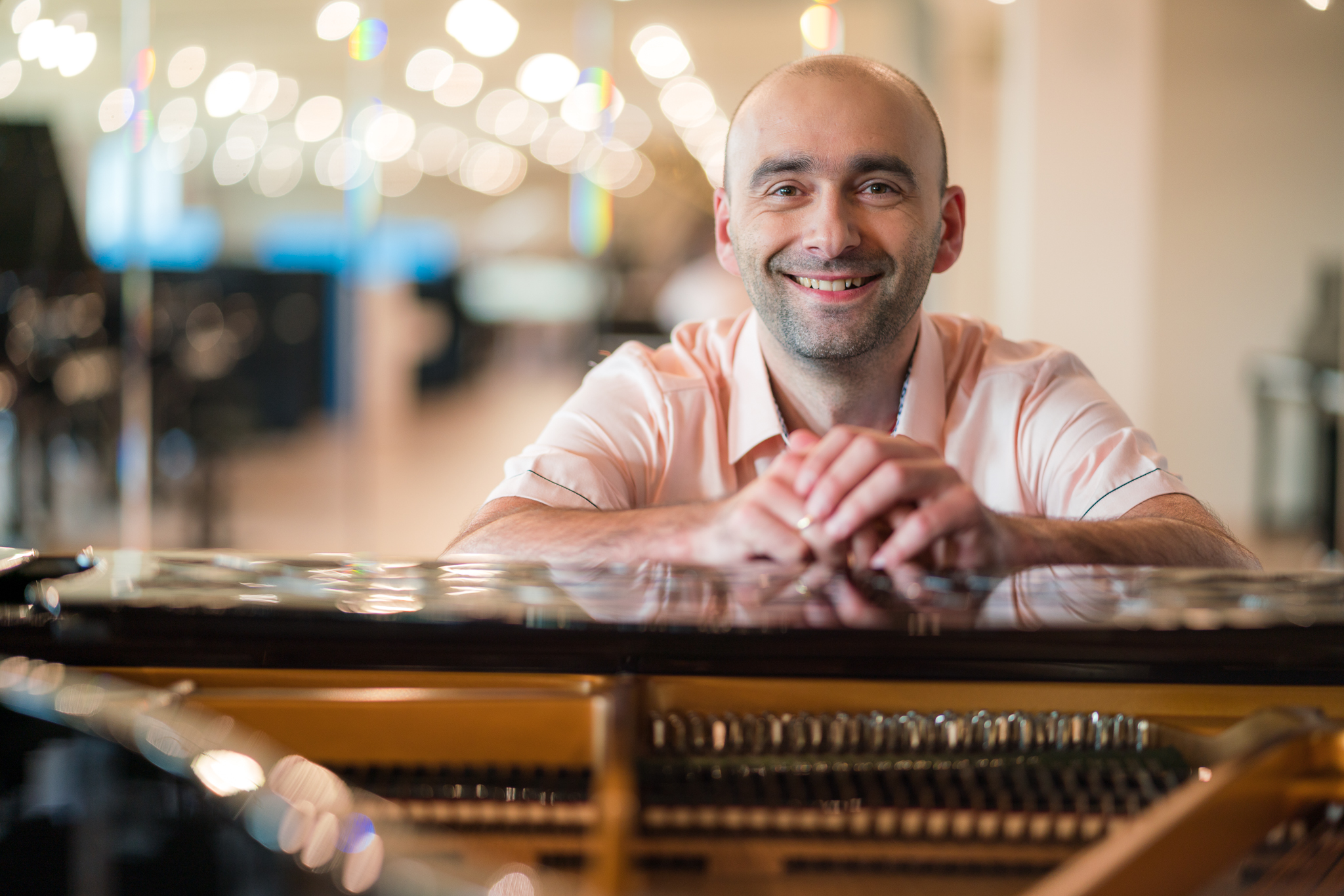
Wojciech Waleczek

## Leben
Waleczek beendete im Jahr 2003 mit Auszeichnung die Karol Szymanowski Musikakademie in Katowice, wo er bei Zbigniew Raubo studierte. Weitere Studien absolvierte er in Kanada an der Vancouver Academy of Music unter der Leitung von Lee Kum-Sing. Im Jahr 2014 erwarb er den Doktortitel und im Jahr 2017 den Grad des habilitierten Doktors der Kunst an der Musikakademie Bydgoszcz. Im Jahre 2022 verlieh ihm der Präsident der Republik Polen den Titel eines Professors für Musikkunst.
Waleczek erhielt Preise und Stipendien des Ministerpräsidenten, des Ministers für Wissenschaft und Hochschulbildung, des Kultusministers, der Präsidenten der Städte Katowice und Gliwice, durch das Parlament der Schlesischen Wojewodschaft sowie durch andere private und öffentliche Institutionen. Abgesehen von seiner Konzerttätigkeit, arbeitet Waleczek auch als Univ.-Prof. an der Schlesischen Universität im Institut für Musikkünste.
Wojciech Waleczek ist gleichzeitig stellvertretender Vorsitzender des SIGNUM-Vereins in Gliwice, wo er für die Förderung der klassischen Musik in Polen und im Ausland zuständig ist.
Waleczek konzertierte in Europa, Kasachstan, Kirgistan, Usbekistan, Jordanien, Palästina, im Iran, Irak, Algerien, Tunesien, Saudi-Arabien, Quatar, Kenia, auf den Seychellen, in Kanada, Japan, Argentinien, Brasilien, Uruguay, Guyana, Suriname und in den Vereinigten Staaten von Amerika.
Als Solist hat er mit vielen Orchestern im In- und ausland sowie vielen Dirigenten zusammengearbeitet.

## CD-Aufnahmen
- Franz Liszt – Works for violin and piano – Voytek Proniewicz – Violine (Naxos, 2014),[23]
- Franz  Liszt – Grandes etudes de Paganini, Transcendental Etudes after Paganini (Capriccio, 2017),[24]
- Franz  Liszt – Harmonies poétiques et religieuses, S172a (Naxos, 2019),[25]
- Franz Schubert – Rarities and Short Piano Works (Naxos, 2021),[26]
- F. Liszt - Weihnachtsbaum (Naxos, 2024)[27].

Wojciech Waleczek

## Preise
- III. Preis, Artur-Rubinstein-Preis von Aniela Rubinstein gestiftet und Spezialpreis der Kosciuszko-Stiftung in New York beim II. Internationalen Wettbewerb für Junge Pianisten „Artur Rubinstein in memoriam“ in Bydgoszcz (1996),[28]
- I. Preis und Preis für die beste Ausführung des Konzertes auf dem IV. Polnischen Pianistischen Liszt-Wettbewerb in Wrocław (1997),
- III. Preis am VII. Internationalen F.Liszt-Wettbewerb „Premio Mario Zanfi“ in Parma (2000),
- II. Preis beim Junge Pianisten-Festspiel in Gdańsk (2002),[29]
- III. Preis am VI. Internationalen Pianistischen Seiler-Wettbewerb in Palermo (2005),[30]
- III. Preis beim III. Internationalen Pianistischen Liszt-Wettbewerb in Wrocław (2005).[31]

## Auszeichnungen
- 2017 – Ehrenauszeichnung „Verdienter der polnischen Kultur“, verliehen vom Minister für Kultur und nationales Erbe,
- 2018 – Silberne Ehrenauszeichnung für den Verdienten der Schlesischen Wojewodschaft, verliehen von Sejmik der Wojewodschaft Schlesien,[32]
- 2019 – Bronzenes Verdienstkreuz vom Präsidenten der Republik Polen,[33]
- 2023 – Silbernes Verdienstkreuz vom Präsidenten der Republik Polen,[34]
- 2023 – Bronzene Gloria-Artis-Medaille für kulturelle Verdienste, verliehen vom Minister für Kultur und nationales Erbe.[35]